# Oeneis chermocki
Oeneis chermocki är en fjärilsart som beskrevs av Colin W. Wyatt 1965. Oeneis chermocki ingår i släktet Oeneis och familjen praktfjärilar. Inga underarter finns listade i Catalogue of Life.